# Toyota Classic
Der Toyota Classic ist ein limitiertes Sondermodell, das Toyota nur 1996 fertigte. Er ähnelte dem Toyota AA und besaß das hinterradgetriebene Fahrgestell des Toyota Hilux (GA-YN86) und einen Motor (3Y-E) mit 2,0 l Hubraum, 71 kW (96 PS) und einem Drehmoment von 160 Nm. Die Inneneinrichtung stammte von einem zeitgenössischen Toyota-Modell, wurde aber an das Äußere des Wagens durch Einbau von Holzapplikationen und Ledersitzen angepasst. Toyota verkaufte 100 Stück dieses Modells zum Preis von etwa 75.000 US$.
Der Classic folgte einem Boom der Retro-Fahrzeuge und wurde zum 60-jährigen Jubiläum des Toyota AA gebaut. Der 2000 aufgelegte Toyota Origin war ein entsprechendes Modell, das dem ersten Toyota Crown nachempfunden war.